# Guatteria procera
Guatteria procera este o specie de plante angiosperme din genul Guatteria, familia Annonaceae, descrisă de Robert Elias Fries. Conform Catalogue of Life specia Guatteria procera nu are subspecii cunoscute.